# Hylaeus bifasciatus
Hylaeus bifasciatus là một loài Hymenoptera trong họ Colletidae. Loài này được Jurine mô tả khoa học năm 1807.